# Loi de Davis
En théorie des probabilités et en statistique, la loi de Davis est une loi de probabilité continue. Son nom est issu de Harold T. Davis (1892–1974) qui introduisit cette loi en 1941 comme modèle de revenus. Elle généralise la loi de Planck de radiation en physique statistique.

## Définition
La densité de probabilité de la loi de Davis est donnée par
{\displaystyle f(x;\mu ,b,n)={\begin{cases}{\frac {b^{n}}{\Gamma (n)\zeta (n)}}{\frac {(x-\mu )^{-1-n}}{\exp \left({\frac {b}{x-\mu }}\right)-1}}&{\text{si}}\ n>3\\0&{\text{sinon.}}\ \end{cases}}}
où Γ est la fonction gamma et ζ est la fonction zêta de Riemann. Ici μ, b et n sont les paramètres de la loi, n étant un entier.

## Propriétés
La variance de la loi de Davis est :
{\displaystyle \mathrm {Var} (X)={\begin{cases}{\frac {b^{2}\left(-(n-2){\zeta (n-1)}^{2}+(n-1)\zeta (n-2)\zeta (n)\right)}{(n-2){(n-1)}^{2}{\zeta (n)}^{2}}}&{\text{si}}\ n>3\\{\text{indéterminé}}&{\text{sinon.}}\ \end{cases}}}

## Motivation
Afin de pouvoir donner une expression qui représente plus précisément la traine de la loi des revenus, Davis utilisa un modèle approprié avec les propriétés suivantes :
- il existe {\displaystyle \mu >0\,} tel que, {\displaystyle f(\mu )=0},
- il y a un modèle de revenus,
- pour x grand, le densité se comporte comme la distribution de Pareto :

{\displaystyle f(x)\sim A{(x-\mu )}^{-\alpha -1}\,.}

## Liens avec d'autres lois
- Si {\displaystyle X\sim \mathrm {Davis} (b=1,n=4,\mu =0)\,} alors {\displaystyle {\tfrac {1}{X}}\sim \mathrm {Planck} } (loi de Planck)